# NGC 4973
NGC 4973 = IC 847 ist eine 13,9 mag helle elliptische Galaxie vom Hubble-Typ E0 im Sternbild Großer Bär am Nordsternhimmel. Sie ist schätzungsweise 402 Millionen Lichtjahre von der Milchstraße entfernt und hat einen Durchmesser von etwa 80.000 Lichtjahren.

Im selben Himmelsareal befinden sich unter anderem die Galaxien NGC 4967 und NGC 4974.
Zusammen mit NGC 4967 und NGC 4974 wurden sie, als hellste Mitglieder einer kleinen Gruppe von sechs oder sieben Galaxien, in einer einzigen Beobachtung am 14. April 1789 vom deutsch-britischen Astronomen Wilhelm Herschel mit einem 18,7-Zoll-Spiegelteleskop entdeckt, der hierbei „Two nebulae [NGC 4973 & NGC 4974] Both vF, S. Place is that of second, the other is 3′ or 4′ S.p.“ notierte.